# Stadt Wehlen
Stadt Wehlen è una città di 1 549 abitanti della Sassonia, in Germania.

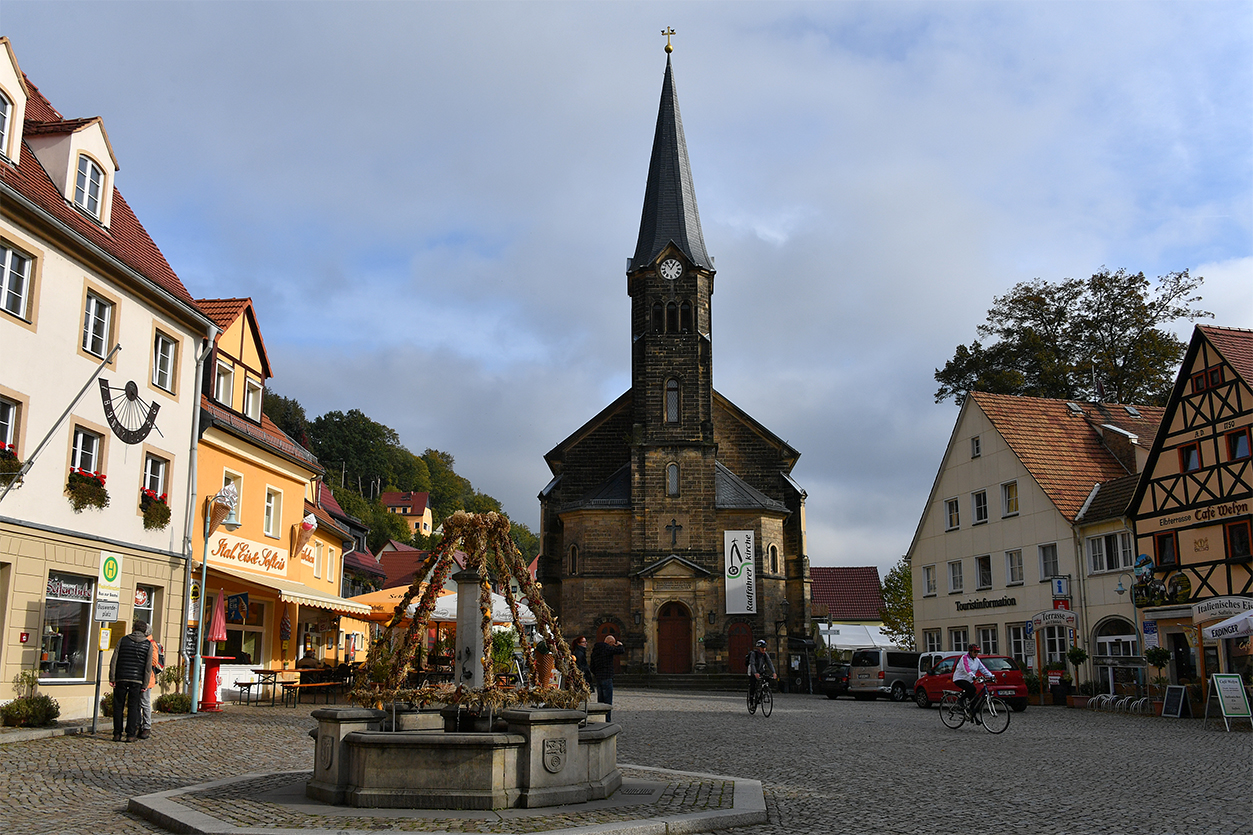
Piazza del Mercato e la Chiesa

Appartiene al circondario della Svizzera Sassone-Monti Metalliferi Orientali (targa PIR) ed è parte della comunità amministrativa (Verwaltungsgemeinschaft) di Lohmen/Stadt Wehlen.